# Albigny-sur-Saône
Albigny-sur-Saône este o comună în departamentul Rhône din sud-estul Franței. În 2009 avea o populație de 2.745 de locuitori.

## Evoluția populației
| An        | 1975  | 1982  | 1990  | 1999  | 2006  | 2009  |
| --------- | ----- | ----- | ----- | ----- | ----- | ----- |
| Populație | 2.405 | 2.653 | 2.836 | 2.673 | 2.726 | 2.745 |